# Armadilha do progresso
Armadilha do progresso é a condição que as sociedades humanas experimentam quando, ao perseguir o progresso através da engenhosidade humana, inadvertidamente introduzem problemas que não têm recursos ou vontade política para resolver,
por medo de perdas a curto prazo no status e da estabilidade ou qualidade de vida.
A síndrome parece ter sido descrita pela primeira vez por Walter Von Krämer, em sua série de artigos de 1989sob o título Fortschrittsfalle Medizin. O neologismo específico "armadilha do progresso" foi introduzido de forma independente em 1990 por Daniel B. O'Leary com seu estudo dos aspectos comportamentais dessa condição: "A armadilha do progresso - Ciência, Humanidade e Meio Ambiente".